# Atentado do Camp Shaheen em 2017
O ataque do Camp Shaheen foi um ataque terrorista ocorrido em 21 de abril de 2017, durante a Guerra no Afeganistão, liderado por um comando talibã contra uma base do Exército Nacional Afegão (Camp Shaheen), perto de Mazar-i-Sharif, na província de Balkh. O ataque foi o mais mortal em uma base militar afegã desde o inicio da guerra.

Soldados do Exército Nacional Afegão em Camp Shaheen em 2011

O ataque foi realizado contra uma base em Mazar-i-Sharif - Camp Shaheen - sede do 209.º Corpo  do Exército Nacional Afegão, por um comando de dez talibãs vestidos com uniformes do exército. Os homens chegam em caminhões e Humvees, conseguem atravessar sete barricadas na entrada da base e se infiltram fazendo os guardas acreditarem que estão transportando feridos na traseira de seus veículos.
O ataque começa no início da tarde, no momento da oração. Dois dos atacantes se explodem no interior da mesquita e os outros iniciam um tiroteio. Os soldados, em sua maioria desarmados, rezando na mesquita ou almoçando no refeitório, foram completamente surpreendidos.  
O ataque dura cinco horas e termina quando todos os atacantes são neutralizados.
Trinta conselheiros militares - provavelmente estadunidenses e alemães - também estavam presentes no campo no momento da incursão.

## Reivindicação
O ataque foi reivindicado no mesmo dia pelo Talibã em uma declaração do seu porta-voz Zabihullah Mujahib, que declarou também que quatro dos atacantes eram simpatizantes do movimento infiltrado no exército.

## Baixas
Os balanços de vítimas fornecidos logo após o ataque são imprecisos. Em 22 de abril, o Ministério da Defesa informou pela primeira vez mais de 100 mortos e feridos, porém fontes militares da mídia afegã reportaram entre 135 e 160 mortos. Uma declaração oficial do exército finalmente anuncia um saldo de pelo menos 140 mortos. Em 25 de abril, um funcionário estadunidense do Pentágono informou anonimamente à AFP que 144 soldados afegãos foram mortos e cerca de 60 ficaram feridos. Os talibãs reivindicaram a morte de 500 soldados. A maioria das vítimas eram jovens recrutas das províncias de Badakhshan e Takhar que foram a Camp Shaheen para receber treinamento militar. 
Segundo o Ministério da Defesa, um dos atacantes foi capturado, dois se explodiram, os outros foram mortos a tiros.

## Consequências
Em 24 de abril, o ministro da Defesa, Abdullah Habibi, e o chefe do Estado-Maior do Exército, general Qadam Shah Shahim, renunciaram, ao mesmo tempo que o presidente afegão Ashraf Ghani nomeou novos líderes para quatro corpos do Exército, entre eles o 209.º.